# Isthmohyla infucata
Isthmohyla infucata là một loài ếch trong họ Nhái bén. Chúng là loài đặc hữu của Panama.
Môi trường sống tự nhiên của nó là các khu rừng vùng núi ẩm nhiệt đới hoặc cận nhiệt đới, đầm nước ngọt, và đầm nước ngọt có nước theo mùa. Loài này đang bị đe dọa do mất môi trường sống.